# Ceracis limai
Ceracis limai es una especie de coleóptero de la familia Ciidae.

## Distribución geográfica
Habita en Brasil.